# Choshinsung
Cho Shin Sung (kor. 초신성) ist eine südkoreanische Boygroup der zweiten K-Pop-Generation, die bei Mnet Media unter Vertrag ist.
Die Band besteht aus sechs Mitgliedern, die auf die Bereiche Gesang, Tanz, Schauspiel, Rap und Pop spezialisiert sind. Seit ihrem Debüt ist die Gruppe sehr beliebt in Südkorea, Japan, China, Thailand und anderen ostasiatischen Ländern.
In anderen Ländern ist die Band unter anderen Namen bekannt: In China nennt man sie Chao xin xing (chin. 超新星), ihr englischer Name lautet Supernova und in Japan heißen sie Chōshinsei (jap. 超新星).

## Bandgeschichte

### 2006: Vor dem Debüt
Vor dem heutigen Choshinsung waren 5 Mitglieder in der Gruppe, die damals noch GM5 hieß. Diese bestand aus Park Geonil, Kim Sungje, Kim Kwangsu, Song Jihyuk und Jung Jae Hoon. Im Dezember 2006 gab es Änderungen in der Besetzung. Jung Jae Hoon stieg aus der Gruppe aus und wurde durch Jung Yoonhak und Kim Jinchul (Jinon von F.Cuz) ersetzt. Sie traten zusammen unter dem Namen GM6 beim Big4 Konzert auf. Im Dezember 2006, vor ihrem Debüt, verließ Kim Jinchul die Gruppe und Yoon Sungmo kam neu dazu.

### 2007: Debüt
Wie ihr Name "Supernova" schon verrät, sind die sechs Mitglieder darauf ausgerichtet in den verschiedensten Unterhaltungsbereichen zu "explodieren", indem sie ihre Talente als Sänger, Rapper, Tänzer und Schauspieler unter Beweis stellen. Ihr Selbstvertrauen beruht auf einem zweieinhalbjährigen, intensiven Gesangs-, Tanz- und Schauspieltraining. Um sich von anderen Boybands hervorzuheben, ist ihr Kleidungsstil von Sportlichkeit und Eleganz geprägt, was ihre männliche Attraktivität unterstreicht. Durch Mitwirkung in diversen Musikvideos, z. B. von Seeya und FT Island, erlangten sie eine gewisse Popularität. Sie traten beim Big4 Konzert im Dezember 2006 auf und wurden in der M!Pick Season 6 gezeigt. Außerdem waren sie für "The Best Male Newface Group & Artist of the Year" beim MKMF 2007 nominiert.

### 2008
Am 24. Juli 2008 besuchten Choshinsung zum ersten Mal Thailand und nahmen an verschiedenen Shows und anderen Veranstaltungen teil.

### 2009
Am 14. September arbeiteten Choshinsung zusammen mit T-ara, um ihre Download-Single T.T.L. (Time To Love) zu veröffentlichen. Von Choshinsung waren nur Geonil, Kwangsu und Jihyuk dabei und von T-ara waren Soyeon, Hyomin, Eunjung und Jiyeon an diesem Projekt beteiligt. Im September hatten die sieben mehrere Auftritte in verschiedenen Musikshows, um den Song zu promoten. Eine Remix Version des Songs mit dem Namen T.T.L. Listen 2 wurde im Oktober 2009 veröffentlicht. In dem dazugehörigen Musikvideo wirkten alle Mitglieder beider Gruppen mit. Auch wenn der Rest der Mitglieder von beiden Gruppen keine aktive Beteiligung an der Remix Version hatte, nahmen sie alle bei der Promotion des Songs ab Oktober teil.
Choshinsung hatten ihr Debüt in Japan im September. Sie veröffentlichten drei Singles, die innerhalb von drei Wochen erschienen. In der ersten Woche wurde Kimidake wo Zutto, in der zweiten Hikari und in der dritten Superstar “Reborn” veröffentlicht. Die beiden ersten Singles waren komplett neue Veröffentlichungen, während Superstar “Reborn” eine japanische Neuauflage ihrer koreanischen Single Superstar war. Ihr erstes japanisches Album mit dem Namen Hana erschien am 21. Oktober.

### 2010
Am 20. Januar 2010 veröffentlichten Choshinsung ihre vierte japanische Single Last Kiss. Die B-Seite der Single 愛唄 (Ai Uta) feat. EЯY, ist eine Coverversion der japanischen Hiphop-Band GReeeN, deren Song unter dem gleichen Namen erschienen ist. Am 3. März erschien ihr zweites japanisches Album Six Stars (★★★★★★). Im März machten sie zusammen mit T-ara in einem Werbespot für die japanische Fastfoodkette "Gusto" mit. Anfang April waren sie in Thailand unterwegs, wo sie als Gäste eines Konzerts in Bangkok auftraten. Ende April hatten sie diverse Fernsehauftritte in Japan, um ihre neuen Singles "まごころ (Magokoro)", ALL ABOUT YOU und J.P. “REBORN” (Veröffentlichung am 12., 13. und 14. Mai 2010) und ihren Film Kimi ni Love song (Love song for you) vorzustellen. Die Single Evidence of Love/Get Wild erschien am 21. Juli 2010.
Mit ihrer Rückkehr nach Korea, veröffentlichten Choshinsung den Comeback-Teaser für ihr Musikvideo zu "그리운날에 (On Days That I Missed You)" am 12. August 2010. Ihr erstes Minialbum Time to Shine erschien am 17. August und einen Tag später, am 18. August wurde das vollständige Musikvideo für "그리운날에 (On Days That I Missed You)" veröffentlicht. Außerdem erschien am 18. August noch ihre japanische Single "愛言葉 (Aikotoba)".
Am 22. September 2010 veröffentlichten sie das Album Hop Step Jumping! das unter anderem bereits erschienene Songs wie Evidence of Love und "まごころ (Magokoro)" enthielt aber auch neue wie Oh! my girl!, Everyday und Million Dollar Baby. Am selben Tag erschien auch die DVD Hop Step Clipping.
Mit ihrer Single Shining☆Star (erschienen am 8. Dezember 2010) kehrten sie zurück nach Japan, wo sie am 21. Dezember 2010 in der Yokohama Arena vor rund 13.000 Fans auftraten.

## Mitglieder

### Yunhak
Bühnenname: Spica Yunhak | Yunhak | ユナク (윤학 oder 尹鶴)
Name: Jung Yunhak (정윤학 oder 鄭尹鶴)
Geburtsdatum: 2. Dezember 1984
Position: Leader, Sänger

### Sungje
Bühnenname: Sirius Sungje | Sungje | ソンジェ (성제 oder 成帝)
Name: Kim Sungje (김성제 oder 金成帝)
Geburtsdatum: 17. November 1986
Position: Sänger

### Sungmo
Bühnenname: Vega Sungmo | Sungmo | ソンモ (성모 oder 成模)
Name: Yoon Sungmo (윤성모 oder 尹成模)
Geburtsdatum: 15. Juni 1987
Position: Sänger

### Kwangsu
Bühnenname: Becrux Kwangsu | Kwangsu | グァンス (광수 oder 光秀)
Name: Kim Kwangsu (김광수 oder 金光秀)
Geburtsdatum: 22. April 1987
Position: Rapper

### Jihyuk
Bühnenname: Acrux Jihyuk | Jihyuk | ジヒョク (지혁 oder 智赫)
Name: Song Jihyuk (송지혁 oder 宋智赫)
Geburtsname: Song Hunyong (송헌용)
Geburtsdatum: 13. Juli 1987
Position: Sänger, Rapper

### Geonil
Bühnenname: Canopus Geonil | Geonil | ゴニル (건일 oder 建日)
Name: Park Geonil (박건일 oder 朴建日)
Geburtsdatum: 5. November 1987
Position: Rapper

## Auszeichnungen
2009: Cyworld Digital Music Award

## Diskografie

### Studioalben
| Jahr                       | Titel Musiklabel                   | Höchstplatzierung, Gesamtwochen, AuszeichnungChartplatzierungen (Jahr, Titel, Musiklabel, Platzierungen, Wochen, Auszeichnungen, Anmerkungen) | Höchstplatzierung, Gesamtwochen, AuszeichnungChartplatzierungen (Jahr, Titel, Musiklabel, Platzierungen, Wochen, Auszeichnungen, Anmerkungen) | Anmerkungen                                                       |
| Jahr                       | Titel Musiklabel                   | KR | JP | Anmerkungen                                                       |
| -------------------------- | ---------------------------------- | --- | --- | ----------------------------------------------------------------- |
| Südkoreanische Studioalben |                                    | | |                                                                   |
|                            |                                    | | |                                                                   |
| 2007                       | The Beautiful Stardust Mnet Media  | KR12 (5 Wo.)KR | — | Erstveröffentlichung: 25. Oktober 2007 Chartplatzierungen ab 2010 |
| Japanische Studioalben     |                                    | | |                                                                   |
|                            |                                    | | |                                                                   |
| 2009                       | Hana Universal Japan               | — | JP23 (2 Wo.)JP | Erstveröffentlichung: 21. Oktober 2009                            |
| 2010                       | Six Stars (★★★★★★) Universal Japan | — | JP25 (2 Wo.)JP | Erstveröffentlichung: 3. März 2010                                |
| 2010                       | Hop Step Jumping! Universal Japan  | — | JP13 (3 Wo.)JP | Erstveröffentlichung: 22. September 2010                          |
| 2011                       | 4U Universal Japan                 | — | JP3 (6 Wo.)JP | Erstveröffentlichung: 12. Oktober 2011                            |
| 2012                       | Go For It! Universal Japan         | — | JP8 (4 Wo.)JP | Erstveröffentlichung: 19. September 2012                          |
| 2013                       | Six Universal Japan                | — | JP2 (4 Wo.)JP | Erstveröffentlichung: 3. Dezember 2013                            |
| 2015                       | 7iro Universal Japan               | — | JP3 (2 Wo.)JP | Erstveröffentlichung: 9. September 2015                           |
| 2019                       | Paparazzi SV                       | — | JP8 (2 Wo.)JP | Erstveröffentlichung: 28. August 2019                             |
| 2021                       | Cloud Nine Nippon Columbia         | — | JP14 (1 Wo.)JP | Erstveröffentlichung: 22. September 2021                          |

grau schraffiert: keine Chartdaten aus diesem Jahr verfügbar

### Livealben
| Jahr                 | Titel Musiklabel                                                                       | Höchstplatzierung, Gesamtwochen, AuszeichnungChartplatzierungen (Jahr, Titel, Musiklabel, Platzierungen, Wochen, Auszeichnungen, Anmerkungen) | Höchstplatzierung, Gesamtwochen, AuszeichnungChartplatzierungen (Jahr, Titel, Musiklabel, Platzierungen, Wochen, Auszeichnungen, Anmerkungen) | Anmerkungen                         |
| Jahr                 | Titel Musiklabel                                                                       | KR | JP | Anmerkungen                         |
| -------------------- | -------------------------------------------------------------------------------------- | --- | --- | ----------------------------------- |
| Japanische Livealben |                                                                                        | | |                                     |
|                      |                                                                                        | | |                                     |
| 2011                 | Choshinsei Live Movie in 3D "Choshinsei Show 2010" Original Soundtrack Universal Japan | — | JP46 (2 Wo.)JP | Erstveröffentlichung: 6. April 2011 |

### Kompilationen
| Jahr                     | Titel Musiklabel                        | Höchstplatzierung, Gesamtwochen, AuszeichnungChartplatzierungen (Jahr, Titel, Musiklabel, Platzierungen, Wochen, Auszeichnungen, Anmerkungen) | Höchstplatzierung, Gesamtwochen, AuszeichnungChartplatzierungen (Jahr, Titel, Musiklabel, Platzierungen, Wochen, Auszeichnungen, Anmerkungen) | Anmerkungen                             |
| Jahr                     | Titel Musiklabel                        | KR | JP | Anmerkungen                             |
| ------------------------ | --------------------------------------- | --- | --- | --------------------------------------- |
| Japanische Kompilationen |                                         | | |                                         |
|                          |                                         | | |                                         |
| 2011                     | Supernova Best Universal Japan          | — | JP7 (12 Wo.)JP | Erstveröffentlichung: 26. Januar 2011   |
| 2012                     | Supernova Collections Universal Japan   | — | JP15 (2 Wo.)JP | Erstveröffentlichung: 19. Dezember 2012 |
| 2014                     | 5 Years Best -Beat- Universal Japan     | — | JP8 (3 Wo.)JP | Erstveröffentlichung: 30. April 2014    |
| 2014                     | 5 Years Best -Ballad- Universal Japan   | — | JP9 (2 Wo.)JP | Erstveröffentlichung: 30. April 2014    |
| 2016                     | All Time Best☆2009–2011 Universal Japan | — | JP42 (1 Wo.)JP | Erstveröffentlichung: 18. Mai 2016      |
| 2016                     | All Time Best☆2012–2016 Universal Japan | — | JP41 (1 Wo.)JP | Erstveröffentlichung: 18. Mai 2016      |

### Coveralben
| Jahr                 | Titel Musiklabel                                    | Höchstplatzierung, Gesamtwochen, AuszeichnungChartplatzierungen (Jahr, Titel, Musiklabel, Platzierungen, Wochen, Auszeichnungen, Anmerkungen) | Höchstplatzierung, Gesamtwochen, AuszeichnungChartplatzierungen (Jahr, Titel, Musiklabel, Platzierungen, Wochen, Auszeichnungen, Anmerkungen) | Anmerkungen                             |
| Jahr                 | Titel Musiklabel                                    | KR | JP | Anmerkungen                             |
| -------------------- | --------------------------------------------------- | --- | --- | --------------------------------------- |
| Japanische Livealben |                                                     | | |                                         |
|                      |                                                     | | |                                         |
| 2015                 | Supernova Cover Collection -Female- Universal Japan | — | JP15 (1 Wo.)JP | Erstveröffentlichung: 16. Dezember 2015 |
| 2015                 | Supernova Cover Collection -Male- Universal Japan   | — | JP16 (1 Wo.)JP | Erstveröffentlichung: 16. Dezember 2015 |

### EPs
| Jahr               | Titel Musiklabel                 | Höchstplatzierung, Gesamtwochen, AuszeichnungChartplatzierungen (Jahr, Titel, Musiklabel, Platzierungen, Wochen, Auszeichnungen, Anmerkungen) | Höchstplatzierung, Gesamtwochen, AuszeichnungChartplatzierungen (Jahr, Titel, Musiklabel, Platzierungen, Wochen, Auszeichnungen, Anmerkungen) | Anmerkungen                           |
| Jahr               | Titel Musiklabel                 | KR | JP | Anmerkungen                           |
| ------------------ | -------------------------------- | --- | --- | ------------------------------------- |
| Südkoreanische EPs |                                  | | |                                       |
|                    |                                  | | |                                       |
| 2010               | Time To Shine Maru Entertainment | KR1 (6 Wo.)KR | JP46 (1 Wo.)JP | Erstveröffentlichung: 18. August 2010 |

### Singles
| Jahr                   | Titel Album                                                        | Höchstplatzierung, Gesamtwochen, AuszeichnungChartplatzierungen (Jahr, Titel, Album, Platzierungen, Wochen, Auszeichnungen, Anmerkungen) | Höchstplatzierung, Gesamtwochen, AuszeichnungChartplatzierungen (Jahr, Titel, Album, Platzierungen, Wochen, Auszeichnungen, Anmerkungen) | Anmerkungen                              |
| Jahr                   | Titel Album                                                        | KR | JP | Anmerkungen                              |
| ---------------------- | ------------------------------------------------------------------ | --- | --- | ---------------------------------------- |
| Südkoreanische Singles |                                                                    | | |                                          |
|                        |                                                                    | | |                                          |
| 2007                   | Hit The Beautiful Stardust                                         | — | — | Erstveröffentlichung: 2007               |
| 2007                   | Where Are You? The Beautiful Stardust                              | — | — | Erstveröffentlichung: 2007               |
| 2007                   | Goodbye The Beautiful Stardust                                     | — | — | Erstveröffentlichung: 2007               |
| 2008                   | Superstar 2008 YeonGa Choshinsung (Single)                         | — | — | Erstveröffentlichung: 2008               |
| 2009                   | T.T.L (Time To Love) Absolute First Album                          | — | — | Erstveröffentlichung: 2009 mit T-ara     |
| 2009                   | T.T.L Listen 2 Absolute First Album                                | — | — | Erstveröffentlichung: 2009 mit T-ara     |
| 2010                   | On Days That I Missed You Time To Shine                            | KR61 (3 Wo.)KR | — | Erstveröffentlichung: 2010               |
| 2012                   | Stupid Love Stupid Love (Single)                                   | KR64 (3 Wo.)KR | — | Erstveröffentlichung: 2012               |
| 2012                   | She’s Gone (폭풍속으로) She’s Gone (Single)                        | KR81 (1 Wo.)KR | — | Erstveröffentlichung: 2012               |
| Japanische Singles     |                                                                    | | |                                          |
|                        |                                                                    | | |                                          |
| 2009                   | Kimidake Wo Zutto (キミだけをずっと) Hana                          | — | JP7 (4 Wo.)JP | Erstveröffentlichung: 9. September 2009  |
| 2009                   | Hikari (ヒカリ) Hana                                               | — | JP15 (3 Wo.)JP | Erstveröffentlichung: 16. September 2009 |
| 2009                   | Superstar～Reborn～ Hana                                           | — | JP13 (2 Wo.)JP | Erstveröffentlichung: 23. September 2009 |
| 2010                   | Last Kiss Six Stars                                                | — | JP9 (3 Wo.)JP | Erstveröffentlichung: 20. Januar 2010    |
| 2010                   | Magokoro (まごころ) Hop Step Jumping!                              | — | JP9 (3 Wo.)JP | Erstveröffentlichung: 12. Mai 2010       |
| 2010                   | All About You Hop Step Jumping!                                    | — | JP11 (2 Wo.)JP | Erstveröffentlichung: 13. Mai 2010       |
| 2010                   | J.P.~Reborn~ Hop Step Jumping!                                     | — | JP13 (3 Wo.)JP | Erstveröffentlichung: 14. Mai 2010       |
| 2010                   | Evidence of Luv / Get Wild Hop Step Jumping!                       | — | JP7 (5 Wo.)JP | Erstveröffentlichung: 21. Juli 2010      |
| 2010                   | Ai Kotoba (愛言葉) Hop Step Jumping!                               | — | JP9 (2 Wo.)JP | Erstveröffentlichung: 18. August 2010    |
| 2010                   | Shining☆Star 4U                                                    | — | JP7 (5 Wo.)JP | Erstveröffentlichung: 8. Dezember 2010   |
| 2011                   | Kuriunnare -Kimi ni Aitakute- (クリウンナレ -キミに会いたくて-) 4U | — | JP2 (4 Wo.)JP | Erstveröffentlichung: 15. Juni 2011      |
| 2011                   | Kimidake Wa Hanasanai (君だけは離さない) 4U                        | — | JP3 (4 Wo.)JP | Erstveröffentlichung: 10. August 2011    |
| 2011                   | Meki☆Love (メキ☆ラブ) 4U                                           | — | JP6 (4 Wo.)JP | Erstveröffentlichung: 10. August 2011    |
| 2012                   | Stupid Love / Come Back To Me Go For It!                           | — | JP10 (4 Wo.)JP | Erstveröffentlichung: 23. Mai 2012       |
| 2012                   | She’s Gone Go For It!                                              | — | JP6 (4 Wo.)JP | Erstveröffentlichung: 29. August 2012    |
| 2013                   | Da-ki-shi-me-ta-i (抱・き・し・め・た・い) Six                     | — | JP3 (3 Wo.)JP | Erstveröffentlichung: 27. März 2013      |
| 2013                   | Winner Six                                                         | — | JP3 Gold · (3 Wo.)JP | Erstveröffentlichung: 7. August 2013     |
| 2015                   | Kitto (きっと) 7iro                                                | — | JP4 (3 Wo.)JP | Erstveröffentlichung: 4. März 2015       |
| 2015                   | Blowin 7iro                                                        | — | — | Erstveröffentlichung: 2015               |
| 2015                   | Girl Friend 7iro                                                   | — | — | Erstveröffentlichung: 2015               |
| 2015                   | Chocolate 7iro                                                     | — | — | Erstveröffentlichung: 2015               |
| 2015                   | Love & Peace 7iro                                                  | — | — | Erstveröffentlichung: 2015               |
| 2016                   | Matakimito... –                                                    | — | JP3 (2 Wo.)JP | Erstveröffentlichung: 24. Februar 2016   |
| 2018                   | Chapter II –                                                       | — | JP5 (3 Wo.)JP | Erstveröffentlichung: 6. November 2018   |
| 2019                   | Bang★ –                                                            | — | JP5 (2 Wo.)JP | Erstveröffentlichung: 15. Mai 2019       |

grau schraffiert: keine Chartdaten aus diesem Jahr verfügbar